# Highland (Ohio)

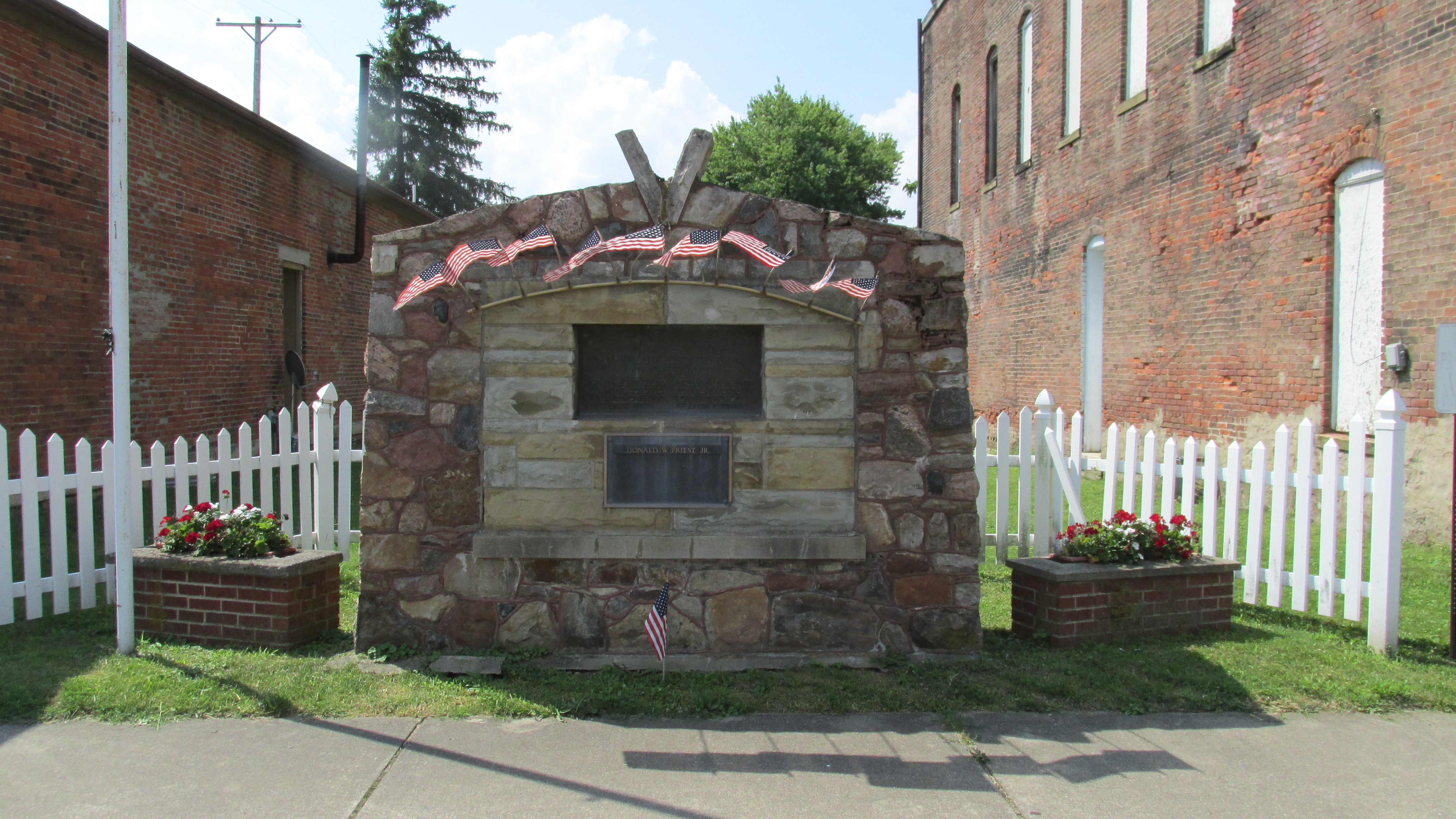
Pomnik pamięci dwóch wojen światowych w Highland

Highland – wieś w USA, w hrabstwie Highland, w stanie Ohio.

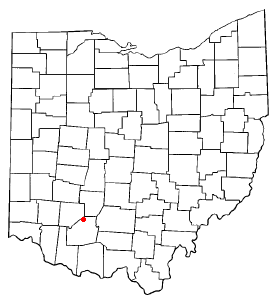
Highland na planie stanu Ohio

W roku 2010, 30,3% mieszkańców było w wieku poniżej 18 lat, 10,3% było w wieku od 18 do 24 lat, 24,4% było od 25 do 44, 22% od 45 do 64 lat, a 13% było w wieku 65 lat lub starszych. We wsi było 46,9% mężczyzn i 53,1% kobiet.
Liczba mieszkańców w 2010 roku wynosiła 254.